# Inspanningsastma
Inspanningsastma is een uiting van astma dat zich kenmerkt door een benauwd gevoel bij inspanning. Inspanningsastma is een veel voorkomende aandoening, vooral bij kinderen en jongvolwassenen. De aard van sport en omgeving bepalen de ernst van de kwaal. Inspanningsastma komt vaker voor bij koude en droge klimaten. Bij inspanningsastma is van belang rustig te beginnen aan de activiteit.

## Symptomen
- Kortademigheid
- Piepende adem
- Hoestbuien vlak na een inspanning
- Bij kinderen almede buikpijn, hoofdpijn, misselijkheid en lusteloosheid